# 1617 au théâtre
Cet article concerne les événements de l'année 1617 au théâtre.
| Années du théâtre : 1614 - 1615 - 1616 - 1617 - 1618 - 1619 - 1620    |
| Décennies du théâtre : 1580 - 1590 - 1600 - 1610 - 1620 - 1630 - 1640 |

## Événements
- 23 septembre : création de l'Académie de Samuel Coster à Amsterdam ; lors de l'inauguration, sont jouées une pièce de Suffridus Sixtinus Apollo over de inwijdinghe van de Neerlantsche Academia [Apollon sur l'inauguration de l'Académie néerlandaise] et une tragédie Van de moordt begaen aen Wilhelm by der gratie Gods, van Orangien [Meurtre commis sur Guillaume, par la grâce de Dieu, d'Orange] de Gijsbert van Hoghendorp[1].

## Pièces de théâtre publiées
- 1617 ou 1618 : De Spaanschen Brabander Jerolimo (Le Brabançon espagnol), comédie de Gerbrand Adriaenszoon Bredero, Amsterdam, Cornelis Lodewijcksz.

## Pièces de théâtre représentées
- 6 janvier : The Vision of Delight, masque de Ben Jonson, Londres, palais de Whitehall, Banqueting House.
- Cirus, jeu de Joan Ijsermans représenté à Anvers par ses collègues de la chambre de rhétorique De Olijftak[2].
- Les Amours tragiques de Pyrame et Thisbé, tragédie de Théophile de Viau, représentée à l'Hôtel de Bourgogne.

## Naissances
- 22 janvier (baptême) : Guyon Guérin de Bouscal, écrivain et dramaturge français, mort entre septembre 1664 et octobre 1676.
- 30 mai : Jan Jacob de Condé, avocat, secrétaire communal de Bruxelles, rhétoricien et dramaturge, mort le 2 février 1679.
- Date précise non connue : 
  - Hauteroche, acteur et dramaturge français, mort le 14 juillet 1707.